# 2013 VL46
2013 VL46 est un objet transneptunien faisant partie des cubewanos.

## Caractéristiques
2013 VL46 mesure environ 240 km de diamètre.